# René Notten
Reinirus Wilhelmus Antonius Notten, meglio noto come René Notten (Hengelo, 20 novembre 1949 – Oranjestad, 22 agosto 1995), è stato un allenatore di calcio e calciatore olandese, di ruolo centrocampista.

## Palmarès

### Giocatore

#### Competizioni nazionali
- Campionato olandese: 1

Ajax: 1976-1977
- Coppa dei Paesi Bassi: 1

Feyenoord: 1979-1980